# Mäkkylä

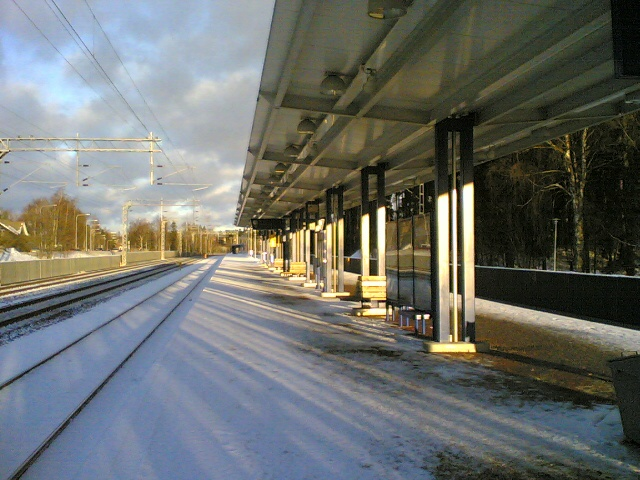
Mäkkylä hållplats

Mäkkylä är ett bostadsområde med järnvägsstation på Kustbanan Åbo-Helsingfors i Esbo stad. Administrativt ligger Mäkkylä i stadsdelen Alberga.
Det bor cirka 3 000 invånare i Mäkkylä och bebyggelsen består främst av egnahemshus, men i Boställsbacken och Vallberget som räknas till Mäkkylä finns det också höghus.